# Liste der Naturdenkmale in Walldürn
| Naturdenkmale | Anzahl |
| ------------- | ------ |
| FND           | 0      |
| END           | 27     |
| Gesamt        | 27     |

Die Liste der Naturdenkmale in Walldürn nennt die verordneten Naturdenkmale (ND) der im baden-württembergischen Neckar-Odenwald-Kreis liegenden Stadt Walldürn. In Walldürn gibt es insgesamt 27 als Naturdenkmal geschützte Objekte, keines ist ein flächenhaftes Naturdenkmal (FND), alle sind Einzelgebilde-Naturdenkmale (END).
Stand: 1. November 2016.

## Einzelgebilde (END)
| Name                                                                          | Bild | Kennung     | Einzelheiten | Position | Fläche Hektar | Datum        |
| ----------------------------------------------------------------------------- | ---- | ----------- | ------------ | -------- | ------------- | ------------ |
| Baumgruppe mit angrenzendem Eichenbestand an der Laurentiuskapelle (8 Eichen) |      | 82251092606 | Walldürn     | ???      | 0,0           | 1. März 1984 |
| Buche                                                                         |      | 82251092608 | Walldürn     | ???      | 0,0           | 1. März 1984 |
| Buche                                                                         |      | 82251092610 | Walldürn     | ???      | 0,0           | 1. März 1984 |
| Drei Ahorne, sechs Linden                                                     |      | 82251092624 | Walldürn     | ???      | 0,0           | 1. März 1984 |
| Drei Erlen                                                                    |      | 82251092613 | Walldürn     | ???      | 0,0           | 1. März 1984 |
| Eiche                                                                         |      | 82251092626 | Walldürn     | ???      | 0,0           | 1. März 1984 |
| Felsenquelle im oberen Buntsandstein „Felsenquelle Röschbrunnen“              |      | 82251092603 | Walldürn     | ???      | 0,0           | 1. März 1984 |
| Fünf Linden                                                                   |      | 82251092612 | Walldürn     | ???      | 0,0           | 1. März 1984 |
| Fünf Linden                                                                   |      | 82251092625 | Walldürn     | ???      | 0,0           | 1. März 1984 |
| Kastanienbaum                                                                 |      | 82251092618 | Walldürn     | ???      | 0,0           | 1. März 1984 |
| Lärche                                                                        |      | 82251092609 | Walldürn     | ???      | 0,0           | 1. März 1984 |
| Linde                                                                         |      | 82251092616 | Walldürn     | ???      | 0,0           | 1. März 1984 |
| Linde                                                                         |      | 82251092617 | Walldürn     | ???      | 0,0           | 1. März 1984 |
| Linde                                                                         |      | 82251092622 | Walldürn     | ???      | 0,0           | 1. März 1984 |
| Linde                                                                         |      | 82251092623 | Walldürn     | ???      | 0,0           | 1. März 1984 |
| Lindenallee                                                                   |      | 82251092621 | Walldürn     | ???      | 0,0           | 1. März 1984 |
| Starke Eiche am Waldeingang Auerberg                                          |      | 82251092605 | Walldürn     | ???      | 0,0           | 1. März 1984 |
| Starke Linde bei der Beuchersmühle                                            |      | 82251092604 | Walldürn     | ???      | 0,0           | 1. März 1984 |
| Weide                                                                         |      | 82251092627 | Walldürn     | ???      | 0,0           | 1. März 1984 |
| Zwei Ahorne                                                                   |      | 82251092615 | Walldürn     | ???      | 0,0           | 1. März 1984 |
| Zwei alte Eichen                                                              |      | 82251092601 | Walldürn     | ???      | 0,0           | 1. März 1984 |
| Zwei alte Linden mit altem Bildstock                                          |      | 82251092602 | Walldürn     | ???      | 0,0           | 1. März 1984 |
| Zwei Eichen                                                                   |      | 82251092620 | Walldürn     | ???      | 0,0           | 1. März 1984 |
| Zwei Linden                                                                   |      | 82251092611 | Walldürn     | ???      | 0,0           | 1. März 1984 |
| Zwei Linden                                                                   |      | 82251092614 | Walldürn     | ???      | 0,0           | 1. März 1984 |
| Zwei Linden                                                                   |      | 82251092619 | Walldürn     | ???      | 0,0           | 1. März 1984 |
| Zwei Platanen                                                                 |      | 82251092607 | Walldürn     | ???      | 0,0           | 1. März 1984 |
| Legende für Naturdenkmal                                                      |      |             |              |          |               |              |